# 青岛海关
中华人民共和国青岛海关，是中华人民共和国设在青岛市的山东口岸进出境监督管理机关，直属中华人民共和国海关总署，负责青岛市及山东省枣庄、烟台、济宁、威海、日照、临沂、菏泽等7市的各项海关业务。总关内设19个部门，另有2个总署外脑机构，2个直属事业单位，2个代管机构和1个派驻机构；下辖12个隶属海关、3个办事处（青岛市内设有流亭机场海关、大港海关、黄岛海关和驻邮局驻邮局办事处）。基本任务是出入境监管、征税、打私、统计，对外承担税收征管、通关监管、保税监管、进出口统计、海关稽查、知识产权海关保护、打击走私等职责。截至2012年12月，关区实有2,299人，其中海关关员1,932人，缉私警察367人。
青岛海关创设于1899年，原名胶海关，1950年更名为青岛海关。